# Olympische Sommerspiele 1996/Teilnehmer (Russland)
| Gelbes Symbol für Goldmedaillen mit stilisierten Olympischen Ringen | Graues Symbol für Silbermedaillen mit stilisierten Olympischen Ringen | Braundes Symbol für Bronzemedaillen mit stilisierten Olympischen Ringen |
| ------------------------------------------------------------------- | --------------------------------------------------------------------- | ----------------------------------------------------------------------- |
| 26                                                                  | 21                                                                    | 16                                                                      |

Russland nahm an den Olympischen Sommerspielen 1996 in Atlanta, USA, mit einer Delegation von 389 Sportlern (232 Männer und 157 Frauen) teil.

## Medaillengewinner
Mit 26 gewonnenen Gold-, 21 Silber- und 16 Bronzemedaillen belegte das russische Team nach dem US-amerikanischen und vor dem deutschen Team Platz 2 im Medaillenspiegel.

### Gold
| Name/n | Sportart       | Wettkampf                                       |
| --- | -------------- | ----------------------------------------------- |
| Oleg Saitow | Boxen          | Weltergewicht                                   |
| İlqar Məmmədov, Wladislaw Pawlowitsch und Dmitri Schewtschenko                                                         | Fechten        | Florett, Mannschaft                             |
| Alexander Beketow | Fechten        | Degen, Einzel                                   |
| Stanislaw Posdnjakow                                                                                                   | Fechten        | Säbel, Einzel                                   |
| Grigori Kirijenko, Stanislaw Posdnjakow und Sergei Scharikow                                                           | Fechten        | Säbel, Mannschaft                               |
| Alexei Petrow | Gewichtheben   | Mittelschwergewicht                             |
| Andrei Tschemerkin | Gewichtheben   | Superschwergewicht                              |
| Swetlana Masterkowa | Leichtathletik | Frauen, 800 Meter Frauen, 1500 Meter            |
| Jelena Nikolajewa | Leichtathletik | Frauen, 10 Kilometer Gehen                      |
| Sulfija Sabirowa | Radsport       | Frauen, Einzelzeitfahren                        |
| Wadim Bogijew | Ringen         | Leichtgewicht, Freistil                         |
| Buwaisar Saitijew | Ringen         | Weltergewicht, Freistil                         |
| Chadschimurad Magomedow                                                                                                | Ringen         | Mittelgewicht, Freistil                         |
| Alexander Karelin | Ringen         | Superschwergewicht, griechisch-römisch          |
| Boris Kokorew | Schießen       | Freie Pistole                                   |
| Artjom Chadschibekow                                                                                                   | Schießen       | Luftgewehr                                      |
| Olga Klotschnewa | Schießen       | Frauen, Luftpistole                             |
| Alexander Popow | Schwimmen      | 50 Meter Freistil 100 Meter Freistil            |
| Denis Pankratow | Schwimmen      | 100 Meter Schmetterling 200 Meter Schmetterling |
| Nikolai Krjukow, Alexei Nemow, Jewgeni Podgorni, Dmitri Trusch, Sergei Charkow, Dmitri Wassilenko und Alexei Woropajew | Turnen         | Mannschaftsmehrkampf                            |
| Alexei Nemow | Turnen         | Pferdsprung                                     |
| Swetlana Chorkina | Turnen         | Frauen, Stufenbarren                            |
| Dmitri Sautin | Wasserspringen | Turmspringen                                    |

### Silber
| Name/n | Sportart                   | Wettkampf                               |
| --- | -------------------------- | --------------------------------------- |
| Alexander Beketow, Pawel Kolobkow und Waleri Sacharewitsch                                                                           | Fechten                    | Degen, Mannschaft                       |
| Sergei Scharikow | Fechten                    | Säbel, Einzel                           |
| Sergei Syrzow | Gewichtheben               | II. Schwergewicht                       |
| Ilja Markow | Leichtathletik             | 20 Kilometer Gehen                      |
| Michail Schtschennikow | Leichtathletik             | 50 Kilometer Gehen                      |
| Igor Trandenkow | Leichtathletik             | Stabhochsprung                          |
| Walentina Jegorowa | Leichtathletik             | Frauen, Marathon                        |
| Inna Lassowskaja | Leichtathletik             | Frauen, Dreisprung                      |
| Natalja Sadowa | Leichtathletik             | Frauen, Diskuswurf                      |
| Eduard Senowka | Moderner Fünfkampf         | Einzel                                  |
| Eduard Grizun, Nikolai Kusnezow, Alexei Markow und Anton Schantyr                                                                    | Radsport                   | 4000 Meter Mannschaftsverfolgung        |
| Jana Batyrschina | Rhythmische Sportgymnastik | Einzel                                  |
| Macharbek Chadarzew | Ringen                     | Halbschwergewicht, Freistil             |
| Marina Logwinenko | Schießen                   | Frauen, Luftpistole                     |
| Irina Gerassimjonok | Schießen                   | Frauen, Kleinkaliber Dreistellungskampf |
| Roman Jegorow, Alexandr Popow, Wladimir Predkin und Wladimir Pyschnenko                                                              | Schwimmen                  | 4 × 100 Meter Freistil                  |
| Wladimir Selkow, Stanislaw Lopuchow, Denis Pankratow und Alexandr Popow                                                              | Schwimmen                  | 4 × 100 Meter Lagen                     |
| Dmitri Schabanow, Georgi Schaiduko und Igor Skalin                                                                                   | Segeln                     | Soling                                  |
| Alexei Nemow | Turnen                     | Einzelmehrkampf                         |
| Swetlana Chorkina, Jelena Dolgopolowa, Rosalija Galijewa, Jelena Groschewa, Dina Kotschetkowa, Jewgenija Kusnezowa und Oxana Ljapina | Turnen                     | Frauen, Mannschaftsmehrkampf            |
| Irina Laschko | Wasserspringen             | Frauen, Kunstspringen                   |

### Bronze
| Name/n | Sportart                   | Wettkampf                         |
| --- | -------------------------- | --------------------------------- |
| Albert Pakejew | Boxen                      | Fliegengewicht                    |
| Raimkul Malachbekow | Boxen                      | Bantamgewicht                     |
| Alexei Lesin | Boxen                      | Superschwergewicht                |
| Karina Asnawurjan, Julija Garajewa und Marija Masina | Fechten                    | Frauen, Degen, Mannschaft         |
| Oleg Gorobi, Sergei Werlin, Georgi Zybulnikow und Anatoli Tischtschenko | Kanu                       | Vierer-Kajak, 1000 Meter          |
| Irina Chudoroschkina | Leichtathletik             | Frauen, Kugelstoßen               |
| Jewgenija Botschkarjowa, Irina Dsjuba, Julija Iwanowa, Angelina Juschkowa, Jelena Kriwotschei und Olga Schtyrenko                                                              | Rhythmische Sportgymnastik | Mannschaft                        |
| Safar Gulijew | Ringen                     | Papiergewicht, griechisch-römisch |
| Alexander Tretjakow | Ringen                     | Leichtgewicht, griechisch-römisch |
| Pawel Melnikow, Andrei Gluchow, Anton Tschermaschenzew, Alexander Lukjanow, Nikolai Aksjonow, Dmitri Rosinkewitsch, Sergei Matwejew, Roman Montschenko und Wladimir Wolodenkow | Rudern                     | Achter                            |
| Marina Logwinenko | Schießen                   | Frauen, Sportpistole              |
| Andrei Kornejew | Schwimmen                  | 200 Meter Brust                   |
| Wladislaw Kulikow | Schwimmen                  | 100 Meter Schmetterling           |
| Alexei Nemow | Turnen                     | Bodenturnen Reck Seitpferd        |

## Teilnehmer nach Sportarten

### Badminton
- Andrei Antropow
Einzel: 17. Platz
Doppel: 5. Platz
- Pawel Uwarow
Einzel: 33. Platz
- Nikolai Sujew
Doppel: 5. Platz
Mixed, Doppel: 17. Platz
- Marina Jakuschewa
Mixed, Doppel: 17. Platz
Frauen, Einzel: 17. Platz
Frauen, Doppel: 17. Platz
- Jelena Rybkina
Frauen, Einzel: 17. Platz
Frauen, Doppel: 17. Platz

### Basketball
- Frauenteam
5. Platz
- Kader
Jewgenija Nikonowa
Ljudmila Konowalowa
Irina Rutkowskaja
Marija Stepanowa
Jelena Baranowa
Natalija Swinuchowa
Swetlana Kusnezowa
Irina Sumnikowa
Elen Schakirowa
Jelena Pschikowa
Swetlana Antipowa
Trainer: Wadim Kapranow

### Bogenschießen
- Balschinima Zyrempilow
Einzel: 18. Platz
Mannschaft: 11. Platz
- Andrei Podlasow
Einzel: 50. Platz
Mannschaft: 11. Platz
- Bair Badjonow
Einzel: 53. Platz
Mannschaft: 11. Platz
- Magarita Galinowskaja
Frauen, Einzel: 14. Platz
Frauen, Mannschaft: 10. Platz
- Machluchanum Mursajewa
Frauen, Einzel: 50. Platz
Frauen, Mannschaft: 10. Platz
- Jelena Tutatschikowa
Frauen, Einzel: 53. Platz
Frauen, Mannschaft: 10. Platz

### Boxen

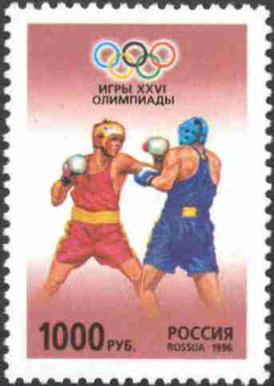
Russische Olympia-Briefmarke von 1996

- Albert Pakejew
Fliegengewicht: Bronze
- Raimkul Malachbekow
Bantamgewicht: Bronze
- Ramaz Paliani
Federgewicht: 5. Platz
- Eduard Sacharow
Halbweltergewicht: 5. Platz
- Oleg Saitow
Weltergewicht: Gold
- Alexander Lebsjak
Mittelgewicht: 5. Platz
- Dmitri Wybornow
Halbschwergewicht: 17. Platz
- Igor Kschinin
Schwergewicht: 9. Platz
- Alexei Lesin
Superschwergewicht: Bronze

### Fechten
- Wladislaw Pawlowitsch
Florett, Einzel: 14. Platz
Florett, Mannschaft: Gold
- Dmitri Schewtschenko
Florett, Einzel: 17. Platz
Florett, Mannschaft: Gold
- İlqar Məmmədov
Florett, Einzel: 35. Platz
Florett, Mannschaft: Gold
- Alexander Beketow
Degen, Einzel: Gold 
Degen, Mannschaft: Silber
- Pawel Kolobkow
Degen, Einzel: 14. Platz
Degen, Mannschaft: Silber
- Waleri Sacharewitsch
Degen, Einzel: 30. Platz
Degen, Mannschaft: Silber
- Stanislaw Posdnjakow
Säbel, Einzel: Gold 
Säbel, Mannschaft: Gold
- Sergei Scharikow
Säbel, Einzel: Silber 
Säbel, Mannschaft: Gold
- Grigori Kirijenko
Säbel, Einzel: 9. Platz
Säbel, Mannschaft: Gold
- Olga Welitschko
Frauen, Florett, Einzel: 16. Platz
Frauen, Florett, Mannschaft: 6. Platz
- Swetlana Boiko
Frauen, Florett, Einzel: 18. Platz
Frauen, Florett, Mannschaft: 6. Platz
- Olga Scharkowa-Sidorowa
Frauen, Florett, Einzel: 20. Platz
Frauen, Florett, Mannschaft: 6. Platz
- Marija Masina
Frauen, Degen, Einzel: 19. Platz
Frauen, Degen, Mannschaft: Bronze
- Karina Asnawurjan
Frauen, Degen, Einzel: 20. Platz
Frauen, Degen, Mannschaft: Bronze
- Julija Garajewa
Frauen, Degen, Einzel: 29. Platz
Frauen, Degen, Mannschaft: Bronze

### Gewichtheben
- Umar Edelchanow
Federgewicht: 11. Platz
- Sergei Filimonow
Mittelgewicht: 7. Platz
- Alexei Petrow
Mittelschwergewicht: Gold
- Igor Alexejew
Mittelschwergewicht: 5. Platz
- Wjatscheslaw Rubin
I. Schwergewicht: 5. Platz
- Dmitri Smirnow
I. Schwergewicht: 6. Platz
- Sergei Syrzow
II. Schwergewicht: Silber
- Sergei Flerko
II. Schwergewicht: Wettkampf nicht beendet
- Andrei Tschemerkin
Superschwergewicht: Gold

### Handball
- Herrenteam
5. Platz
- Kader
Alexei Franzusow
Andrei Lawrow
Dmitri Filippow
Dmitri Torgowanow
Igor Lawrow
Lew Woronin
Oleg Grebnew
Oleg Kisseljow
Oleg Kuleschow
Pawel Sukosjan
Sergei Pogorelow
Waleri Gopin
Wassili Kudinow
Wjatscheslaw Gorpischin

### Judo
- Nikolai Oschegin
Superleichtgewicht: 5. Platz
- Islam Mazijew
Halbleichtgewicht: 13. Platz
- Sergei Kolesnikow
Leichtgewicht: 33. Platz
- Konstantin Sawtschischkin
Halbmittelgewicht: 9. Platz
- Oleg Malzew
Mittelgewicht: 7. Platz
- Dmitri Sergejew
Halbschwergewicht: 9. Platz
- Sergei Kossorotow
Schwergewicht: 7. Platz
- Marina Kowrigina
Frauen, Halbleichtgewicht: 14. Platz
- Sulfija Garipowa
Frauen, Leichtgewicht: 7. Platz
- Tatjana Bogomjagkowa
Frauen, Halbmittelgewicht: 9. Platz
- Jelena Kotelnikowa
Frauen, Mittelgewicht: 14. Platz
- Swetlana Galante
Frauen, Halbschwergewicht: 7. Platz
- Swetlana Gundarenko
Frauen, Schwergewicht: 5. Platz

### Kanu
- Sergei Werlin
Einer-Kajak, 500 Meter: Halbfinale
Vierer-Kajak, 1000 Meter: Bronze
- Oleg Gorobi
Zweier-Kajak, 500 Meter: 4. Platz
Vierer-Kajak, 1000 Meter: Bronze
- Anatoli Tischtschenko
Zweier-Kajak, 500 Meter: 4. Platz
Vierer-Kajak, 1000 Meter: Bronze
- Alexander Iwanik
Zweier-Kajak, 1000 Meter: Halbfinale
- Andrei Tissin
Zweier-Kajak, 1000 Meter: Halbfinale
- Georgi Zybulnikow
Vierer-Kajak, 1000 Meter: Bronze
- Anton Lasko
Einer-Kajak, Slalom: 35. Platz
- Andrei Kabanow
Zweier-Canadier, 500 Meter: 6. Platz
- Pawel Konowalow
Zweier-Canadier, 500 Meter: 6. Platz
- Danila Kusnezow
Einer-Canadier, Slalom: 27. Platz
- Natalja Guli
Frauen, Zweier-Kajak, 500 Meter: 8. Platz
Frauen, Vierer-Kajak, 500 Meter: 7. Platz
- Larissa Kossorukowa
Frauen, Vierer-Kajak, 500 Meter: 7. Platz
Frauen, Zweier-Kajak, 500 Meter: 8. Platz
- Olga Tischtschenko
Frauen, Vierer-Kajak, 500 Meter: 7. Platz
- Tatjana Tischtschenko
Frauen, Vierer-Kajak, 500 Meter: 7. Platz

### Leichtathletik
- Andrei Fedoriw
100 Meter: Viertelfinale
200 Meter: Vorläufe
- Andrei Loginow
1500 Meter: Vorläufe
- Wjatscheslaw Schabunin
1500 Meter: Vorläufe
- Oleg Strischakow
Marathon: 37. Platz
- Leonid Schwezow
Marathon: 66. Platz
- Andrei Kislych
110 Meter Hürden: Viertelfinale
- Jewgeni Petschonkin
110 Meter Hürden: Vorläufe
- Ruslan Maschtschenko
400 Meter Hürden: Vorläufe
4 × 400 Meter: Halbfinale
- Wladimir Goljas
3000 Meter Hindernis: Halbfinale
- Wladimir Pronin
3000 Meter Hindernis: Halbfinale
- Innokenti Scharow
4 × 400 Meter: Halbfinale
- Michail Wdowin
4 × 400 Meter: Halbfinale
- Dmitri Kossow
4 × 400 Meter: Halbfinale
- Ilja Markow
20 Kilometer Gehen: Silber
- Rischat Schafikow
20 Kilometer Gehen: 5. Platz
- Michail Schtschennikow
20 Kilometer Gehen: 7. Platz
50 Kilometer Gehen: Silber
- Nikolai Matjuchin
50 Kilometer Gehen: 25. Platz
- Andrei Plotnikow
50 Kilometer Gehen: Rennen nicht beendet
- Igor Trandenkow
Stabhochsprung: Silber
- Pjotr Botschkarjow
Stabhochsprung: 5. Platz
- Wiktor Tschistjakow
Stabhochsprung: 17. Platz in der Qualifikation
- Juri Naumkin
Weitsprung: 10. Platz
- Andrei Ignatow
Weitsprung: 11. Platz
- Alexei Petruchnow
Weitsprung: 35. Platz in der Qualifikation
- Wiktor Sotnikow
Dreisprung: 9. Platz
- Wassili Sokow
Dreisprung: 16. Platz in der Qualifikation
- Igor Sautkin
Dreisprung: 32. Platz in der Qualifikation
- Jewgeni Paltschikow
Kugelstoßen: 20. Platz in der Qualifikation
- Alexei Schidlowski
Kugelstoßen: 26. Platz in der Qualifikation
- Sergei Ljachow
Diskuswurf: 11. Platz
- Alexandr Boritschewski
Diskuswurf: 31. Platz in der Qualifikation
- Ilja Konowalow
Hammerwurf: 6. Platz
- Wassili Sidorenko
Hammerwurf: 12. Platz
- Wadim Chersonzew
Hammerweurf: 16. Platz in der Qualifikation
- Sergei Makarow
Speerwurf: 6. Platz
- Wladimir Owtschinnikow
Speerwurf: 16. Platz in der Qualifikation
- Andrei Morujew
Speerwurf: 22. Platz in der Qualifikation
- Nikolai Afanasjew
Zehnkampf: 31. Platz
- Marina Trandenkowa
Frauen, 100 Meter: 5. Platz
- Natalja Woronowa
Frauen, 100 Meter: 6. Platz
Frauen, 4 × 100 Meter: 4. Platz
- Irina Priwalowa
Frauen, 100 Meter: Halbfinale
Frauen, 200 Meter: Viertelfinale
Frauen, 4 × 100 Meter: 4. Platz
- Galina Maltschugina
Frauen, 200 Meter: 5. Platz
Frauen, 4 × 100 Meter: 4. Platz
- Swetlana Gontscharenko
Frauen, 400 Meter: Halbfinale
Frauen, 4 × 400 Meter: 5. Platz
- Olga Kotljarowa
Frauen, 400 Meter: Viertelfinale
Frauen, 4 × 400 Meter: 5. Platz
- Swetlana Masterkowa
Frauen, 800 Meter: Gold 
Frauen, 1500 Meter: Gold
- Jelena Afanassjewa
Frauen, 800 Meter: 5. Platz
- Ljubow Zjoma
Frauen, 800 Meter: Halbfinale
- Ljudmila Borissowa
Frauen, 1500 Meter: 7. Platz
- Ljudmila Rogatschowa
Frauen, 1500 Meter: Halbfinale
- Jelena Romanowa
Frauen, 5000 Meter: 6. Platz
- Ljudmila Petrowa
Frauen, 10.000 Meter: 14. Platz
- Klara Kaschapowa
Frauen, 10.000 Meter: Vorläufe
- Firaja Sultanowa
Frauen, 10.000 Meter: Vorläufe
- Walentina Jegorowa
Frauen, Marathon: Silber
- Ramilja Burangulowa
Frauen, Marathon: 35. Platz
- Alla Schiljajewa
Frauen, Marathon: Rennen nicht beendet
- Natalja Schechodanowa
Frauen, 100 Meter Hürden: Wegen Dopings disqualifiziert
- Julija Graudyn
Frauen, 100 Meter Hürden: Halbfinale
- Tatjana Reschetnikowa
Frauen, 100 Meter Hürden: Viertelfinale
- Anna Knoros
Frauen, 400 Meter Hürden: Vorläufe
- Jekaterina Grigorjewa
Frauen, 4 × 100 Meter: 4. Platz
- Tatjana Tschebykina
Frauen, 4 × 400 Meter: 5. Platz
- Jekaterina Kulikowa
Frauen, 4 × 400 Meter: 5. Platz
- Jelena Nikolajewa
Frauen, 10 Kilometer Gehen: Gold
- Jelena Grusinowa
Frauen, 10 Kilometer Gehen: 10. Platz
- Irina Stankina
Frauen, 10 Kilometer Gehen: disqualifiziert
- Jelena Guljajewa
Frauen, Hochsprung: 4. Platz
- Tatjana Motkowa
Frauen, Hochsprung: 5. Platz
- Julija Ljachowa
Frauen, Hochsprung: 19. Platz in der Qualifikation
- Olga Rubljowa
Frauen, Weitsprung: 18. Platz in der Qualifikation
- Jelena Sintschukowa
Frauen, Weitsprung: 24. Platz in der Qualifikation
- Ljudmila Galkina
Frauen, Weitsprung: In der Qualifikation ausgeschieden
- Inna Lassowskaja
Frauen, Dreisprung: Silber
- Anna Birjukowa
Frauen, Dreisprung: 12. Platz in der Qualifikation
- Natalja Kajukowa
Frauen, Dreisprung: 20. Platz in der Qualifikation
- Irina Chudoroschkina
Frauen, Kugelstoßen: Bronze
- Irina Korschanenko
Frauen, Kugelstoßen: 8. Platz
- Swetlana Kriweljowa
Frauen, Kugelstoßen: 15. Platz in der Qualifikation
- Natalja Sadowa
Frauen, Diskuswurf: Silber
- Olga Tschernjawskaja
Frauen, Diskuswurf: 6. Platz
- Walentina Iwanowa
Frauen, Diskuswurf: 24. Platz in der Qualifikation
- Oksana Otschinnikowa
Frauen, Speerwurf: 20. Platz in der Qualifikation
- Swetlana Moskalez
Frauen, Siebenkampf: 14. Platz
- Jelena Lebedenko
Frauen, Siebenkampf: 17. Platz
- Irina Tjuchai
Frauen, Siebenkampf: 19. Platz

### Moderner Fünfkampf
- Eduard Senowka
Einzel: Silber
- Dmitri Swatkowski
Einzel: 4. Platz
- Grigori Bremel
Einzel: 28. Platz

### Radsport
- Dmitri Konyschew
Straßenrennen, Einzel: 13. Platz
- Wassili Dawidenko
Straßenrennen, Einzel: 27. Platz
- Pawel Tonkow
Straßenrennen, Einzel: 51. Platz
- Pjotr Ugrjumow
Straßenrennen, Einzel: 58. Platz
- Jewgeni Bersin
Straßenrennen, Einzel: 103. Platz
Einzelzeitfahren: 15. Platz
- Alexander Kiritschenko
1000 Meter Zeitfahren: 18. Platz
- Alexei Markow
4000 Meter Einzelverfolgung: 4. Platz
4000 Meter Mannschaftsverfolgung: Silber
- Anton Schantyr
4000 Meter Mannschaftsverfolgung: Silber
- Nikolai Kusnezow
4000 Meter Mannschaftsverfolgung: Silber
- Eduard Grizun
4000 Meter Mannschaftsverfolgung: Silber
- Pawel Chamidulin
Punkterennen: 14. Platz
- Sulfija Sabirowa
Frauen, Straßenrennen, Einzel: 6. Platz
Frauen, Einzelzeitfahren: Gold
- Swetlana Samochwalowa
Frauen, Straßenrennen, Einzel: Rennen nicht beendet
Frauen, Punkterennen: 10. Platz
- Swetlana Bubnenkowa
Frauen, Straßenrennen, Einzel: Rennen nicht beendet
Frauen, Einzelzeitfahren: 18. Platz
- Oxana Grischina
Frauen, Sprint: 5. Platz
- Natalja Karimowa
Frauen, 3000 Meter Einzelverfolgung: 10. Platz
- Alla Jepifanowa
Frauen, Mountainbike, Cross-Country: 14. Platz
- Nadeschda Paschkowa
Frauen, Mountainbike, Cross-Country: 27. Platz

### Rhythmische Sportgymnastik
- Jana Batyrschina
Einzel: Silber
- Amina Saripowa
Einzel: 4. Platz
- Jewgenija Botschkarjowa
Mannschaft: Bronze
- Irina Dsjuba
Mannschaft: Bronze
- Julija Iwanowa
Mannschaft: Bronze
- Angelina Juschkowa
Mannschaft: Bronze
- Jelena Kriwoschei
Mannschaft: Bronze
- Olga Schtyrenko
Mannschaft: Bronze

### Ringen
- Safar Gulijew
Papiergewicht, griechisch-römisch: Bronze
- Samwel Danieljan
Fliegengewicht, griechisch-römisch: 4. Platz
- Alexander Ignatenko
Bantamgewicht, griechisch-römisch: 19. Platz
- Sergei Martynow
Federgewicht, griechisch-römisch: 8. Platz
- Alexander Wladimirowitsch Tretjakow
Leichtgewicht, griechisch-römisch: Bronze
- Mnazakan Frunsewitsch Iskandarjan
Weltergewicht, griechisch-römisch: 5. Platz
- Sergei Anatoljewitsch Zwir
Mittelgewicht, griechisch-römisch: 10. Platz
- Gogi Koguaschwili
Halbschwergewicht, griechisch-römisch: 13. Platz
- Teimuras Edischeraschwili
Schwergewicht, griechisch-römisch: 4. Platz
- Alexander Alexandrowitsch Karelin
Superschwergewicht, griechisch-römisch: Gold
- Wugar Orudschow
Papiergewicht, Freistil: 4. Platz
- Tschetschenol Mongusch
Fliegengewicht, Freistil: 4. Platz
- Bagautdin Umachanow
Bantamgewicht, Freistil: 11. Platz
- Magomed Asisow
Federgewicht, Freistil: 5. Platz
- Wadim Iossifowitsch Bogijew
Leichtgewicht, Freistil: Gold
- Buwaisar Chamidowitsch Saitijew
Weltergewicht, Freistil: Gold
- Chadschimurad Magomedow
Mittelgewicht, Freistil: Gold
- Macharbek Chasbijewitsch Chadarzew
Halbschwergewicht, Freistil: Silber
- Leri Chabelowi
Schwergewicht, Freistil: 14. Platz
- Andrei Schumilin
Superschwergewicht, Freistil: 4. Platz

### Rudern
- Anton Sema
Einer: 16. Platz
- Igor Krawzow
Doppelvierer: 8. Platz
- Nikolaj Spinjow
Doppelvierer: 8. Platz
- Georgi Nikitin
Doppelvierer: 8. Platz
- Wladimir Sokolow
Doppelvierer: 8. Platz
- Pawel Melnikow
Achter: Bronze
- Andrei Gluchow
Achter: Bronze
- Anton Tschermaschenzew
Achter: Bronze
- Alexander Lukjanow
Achter: Bronze
- Nikolai Aksjonow
Achter: Bronze
- Dmitri Rosinkewitsch
Achter: Bronze
- Sergei Matwejew
Achter: Bronze
- Roman Montschenko
Achter: Bronze
- Wladimir Wolodenkow
Achter: Bronze
- Wladimir Mitjuschow
Leichtgewichts-Doppelvierer: 13. Platz
- Alexander Ustinow
Leichtgewichts-Doppelvierer: 13. Platz
- Andrei Schewel
Leichtgewichts-Doppelvierer: 13. Platz
- Dmitrij Kartaschow
Leichtgewichts-Doppelvierer: 13. Platz
- Albina Ligatschowa
Frauen, Zweier ohne Steuerfrau: 6. Platz
- Wera Potschitajewa
Frauen, Zweier ohne Steuerfrau: 6. Platz
- Irina Fedotowa
Frauen, Doppelvierer: 7. Platz
- Oxana Dorodnowa
Frauen, Doppelvierer: 7. Platz
- Larissa Merk
Frauen, Doppelvierer: 7. Platz
- Margarita Bogdanowa
Frauen, Doppelvierer: 7. Platz

### Schießen
- Sergei Pyschjanow
Luftpistole: 4. Platz
- Wladimir Issakow
Luftpistole: 12. Platz
- Boris Kokorew
Freie Pistole: Gold
- Alexander Danilow
Freie Pistole: 16. Platz
- Artjom Chadschibekow
Luftgewehr: Gold 
Kleinkaliber, Dreistellungskampf: 13. Platz
Kleinkaliber, liegend: 20. Platz
- Jewgeni Aleinikow
Luftgewehr: 4. Platz
- Wjatscheslaw Botschkarjow
Kleinkaliber, Dreistellungskampf: 18. Platz
- Sergei Kowalenko
Kleinkaliber, liegend: 10. Platz
- Dmitri Lykin
Laufendes Ziel: 5. Platz
- Yury Yermolenko
Laufendes Ziel: 9. Platz
- Nikolai Tjoply
Skeet: 5. Platz
- Olga Klotschnewa
Frauen, Luftpistole: Gold
- Marina Logwinenko
Frauen, Luftpistole: Silber 
Frauen, Sportpistole: Bronze
- Swetlana Smirnowa
Frauen, Sportpistole: 15. Platz
- Marina Grigorjewa
Frauen, Luftgewehr: 13. Platz
- Anna Maluchina
Frauen, Luftgewehr: 20. Platz
Frauen, Kleinkaliber, Dreistellungskampf: 26. Platz
- Irina Gerassimjonok
Frauen, Kleinkaliber, Dreistellungskampf: Silber
- Swetlana Djomina
Frauen, Doppeltrap: 17. Platz
- Jelena Rabaja
Frauen, Doppeltrap: 19. Platz

### Schwimmen

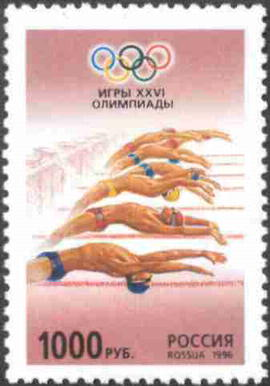
Russische Olympia-Briefmarke von 1996

- Alexander Popow
50 Meter Freistil: Gold 
100 Meter Freistil: Gold 
4 × 100 Meter Freistil: Silber 
4 × 100 Meter Lagen: Silber
- Wladimir Predkin
50 Meter Freistil: 20. Platz
100 Meter Freistil: 24. Platz
4 × 100 Meter Freistil: Silber
- Wladimir Pyschnenko
200 Meter Freistil: 11. Platz
4 × 100 Meter Freistil: Silber
- Alexei Akatjew
400 Meter Freistil: 14. Platz
1500 Meter Freistil: 8. Platz
- Alexei Buzenin
1500 Meter Freistil: 14. Platz
- Roman Jegorow
4 × 100 Meter Freistil: Silber 
4 × 100 Meter Lagen: Silber
- Denis Pimankow
4 × 100 Meter Freistil: Silber
- Konstantin Uschkow
4 × 100 Meter Freistil: Silber
- Wladimir Selkow
100 Meter Rücken: 17. Platz
200 Meter Rücken: 17. Platz
4 × 100 Meter Lagen: Silber
- Sergey Ostapchuk
200 Meter Rücken: 16. Platz
- Stanislaw Lopuchow
100 Meter Brust: 8. Platz
4 × 100 Meter Lagen: Silber
- Roman Iwanowski
100 Meter Brust: Finale
4 × 100 Meter Lagen: Silber
- Andrei Kornejew
200 Meter Brust: Bronze
- Andrei Iwanow
200 Meter Brust: 9. Platz
- Denis Pankratow
100 Meter Schmetterling: Gold 
200 Meter Schmetterling: Gold 
4 × 100 Meter Lagen: Silber
- Wladislaw Kulikow
100 Meter Schmetterling: Bronze 
4 × 100 Meter Lagen: Silber
- Alexei Kolesnikow
200 Meter Schmetterling: 18. Platz
- Natalja Meschtscherjakowa
Frauen, 50 Meter Freistil: 8. Platz
Frauen, 100 Meter Freistil: 13. Platz
Frauen, 4 × 100 Meter Freistil: 8. Platz
Frauen, 4 × 100 Meter Lagen: 7. Platz
- Tatjana Litowtschenko
Frauen, 200 Meter Freistil: 22. Platz
Frauen, 4 × 200 Meter Freistil: 12. Platz
- Nadeschda Tschemesowa
Frauen, 400 Meter Freistil: 23. Platz
Frauen, 4 × 200 Meter Freistil: 12. Platz
- Jelena Nasemnowa
Frauen, 4 × 100 Meter Freistil: 8. Platz
Frauen, 4 × 200 Meter Freistil: 12. Platz
Frauen, 100 Meter Schmetterling: 10. Platz
Frauen, 4 × 100 Meter Lagen: 7. Platz
- Swetlana Leschukowa
Frauen, 4 × 100 Meter Freistil: 8. Platz
- Natalja Sorokina
Frauen, 4 × 100 Meter Freistil: 8. Platz
- Inna Jaizkaja
Frauen, 4 × 200 Meter Freistil: 12. Platz
- Nina Schiwanewskaja
Frauen, 100 Meter Rücken: 9. Platz
Frauen, 200 Meter Rücken: 8. Platz
Frauen, 4 × 100 Meter Lagen: 7. Platz
- Olga Kotschetkowa
Frauen, 100 Meter Rücken: 12. Platz
- Olga Landik
Frauen, 100 Meter Brust: 27. Platz
- Jelena Makarowa
Frauen, 200 Meter Brust: 22. Platz
Frauen, 4 × 100 Meter Lagen: 7. Platz
- Svetlana Pozdeyeva
Frauen, 100 Meter Schmetterling: 16. Platz
Frauen, 4 × 100 Meter Lagen: 7. Platz
- Darja Wiktorowna Schmeljowa
Frauen, 200 Meter Lagen: 26. Platz
Frauen, 400 Meter Lagen: 26. Platz

### Segeln
- Wladimir Moissejew
Windsurfen: 31. Platz
- Oleg Chopjorski
Finn-Dinghy: 18. Platz
- Jewgeni Burmatnow
470er: 5. Platz
- Dmitri Berjoskin
470er: 5. Platz
- Andrei Kiriljuk
Laser: 29. Platz
- Wiktor Solowjow
Star: 17. Platz
- Anatoli Michailin
Star: 17. Platz
- Juri Konowalow
Tornado: 12. Platz
- Sergei Mjasnikow
Tornado: 12. Platz
- Dmitri Schabanow
Soling: Silber
- Georgi Schaiduko
Soling: Silber
- Igor Skalin
Soling: Silber

### Synchronschwimmen
- Frauenteam
4. Platz
- Kader
Jelena Asarowa
Jelena Antonowa
Olga Brusnikina
Marija Kisseljowa
Galina Maximowa
Olga Nowokschtschenowa
Julija Pankratowa
Olga Sedakowa
Anna Jurjajewa

### Tennis
- Andrei Olchowski
Einzel: 5. Platz
- Jelena Makarowa
Frauen, Einzel: 33. Platz
Frauen, Doppel: 17. Platz
- Anna Kurnikowa
Frauen, Einzel: 33. Platz
Frauen, Doppel: 17. Platz
- Jelena Lichowzewa
Frauen, Einzel: 33. Platz

### Tischtennis
- Dmitri Masunow
Einzel: 9. Platz
Doppel: 9. Platz
- Andrei Masunow
Einzel: 17. Platz
Doppel: 9. Platz
- Irina Palina
Frauen, Einzel: 17. Platz
Frauen, Doppel: 5. Platz
- Jelena Timina
Frauen, Einzel: 33. Platz
Frauen, Doppel: 5. Platz

### Turnen
- Alexei Nemow
Einzelmehrkampf: Silber 
Mannschaftsmehrkampf: Gold 
Barren: 4. Platz
Boden: Bronze 
Pferdsprung: Gold 
Reck: Bronze 
Ringe: 14. Platz in der Qualifikation
Seitpferd: Bronze
- Alexei Woropajew
Einzelmehrkampf: 24. Platz
Mannschaftsmehrkampf: Gold 
Barren: 24. Platz in der Qualifikation
Boden: 12. Platz in der Qualifikation
Pferdsprung: 6. Platz
Reck: 6. Platz
Ringe: 9. Platz in der Qualifikation
Seitpferd: 39. Platz in der Qualifikation
- Jewgeni Podgorni
Einzelmehrkampf: 66. Platz in der Qualifikation
Mannschaftsmehrkampf: Gold 
Barren: 103. Platz in der Qualifikation
Boden: 6. Platz
Pferdsprung: 17. Platz in der Qualifikation
Reck: 31. Platz in der Qualifikation
Ringe: 43. Platz in der Qualifikation
Seitpferd: 57. Platz in der Qualifikation
- Dmitri Wassilenko
Einzelmehrkampf: 78. Platz in der Qualifikation
Mannschaftsmehrkampf: Gold 
Barren: 27. Platz in der Qualifikation
Boden: 7. Platz in der Qualifikation
Pferdsprung: 10. Platz in der Qualifikation
Ringe: 29. Platz in der Qualifikation
Seitpferd: 33. Platz in der Qualifikation
- Sergei Charkow
Einzelmehrkampf: 87. Platz in der Qualifikation
Mannschaftsmehrkampf: Gold 
Barren: 8. Platz
Boden: 94. Platz in der Qualifikation
Pferdsprung: 10. Platz in der Qualifikation
Reck: 14. Platz in der Qualifikation
Ringe: 12. Platz in der Qualifikation
- Nikolai Krjukow
Einzelmehrkampf: 88. Platz in der Qualifikation
Mannschaftsmehrkampf: Gold 
Barren: 8. Platz in der Qualifikation
Boden: 96. Platz in der Qualifikation
Pferdsprung: 17. Platz in der Qualifikation
Reck: 22. Platz in der Qualifikation
Seitpferd: 13. Platz in der Qualifikation
- Dmitri Trusch
Einzelmehrkampf: 91. Platz in der Qualifikation
Mannschaftsmehrkampf: Gold 
Barren: 95. Platz in der Qualifikation
Boden: 30. Platz in der Qualifikation
Reck: 31. Platz in der Qualifikation
Ringe: 25. Platz in der Qualifikation
Seitpferd: 39. Platz in der Qualifikation
- Dina Kotschetkowa
Frauen, Einzelmehrkampf: 6. Platz
Frauen, Mannschaftsmehrkampf: Silber 
Frauen, Boden: 5. Platz
Frauen, Pferdsprung: 13. Platz in der Qualifikation
Frauen, Schwebebalken: 4. Platz
Frauen, Stufenbarren: 5. Platz
- Rosalija Galijewa
Frauen, Einzelmehrkampf: 7. Platz
Frauen, Mannschaftsmehrkampf: Silber 
Frauen, Boden: 29. Platz in der Qualifikation
Frauen, Pferdsprung: 4. Platz
Frauen, Schwebebalken: 7. Platz
Frauen, Stufenbarren: 12. Platz in der Qualifikation
- Swetlana Chorkina
Frauen, Einzelmehrkampf: 15. Platz
Frauen, Mannschaftsmehrkampf: Silber 
Frauen, Boden: 23. Platz in der Qualifikation
Frauen, Pferdsprung: 16. Platz in der Qualifikation
Frauen, Schwebebalken: 6. Platz in der Qualifikation
Frauen, Stufenbarren: Gold
- Jelena Dolgopolowa
Frauen, Einzelmehrkampf: 82. Platz
Frauen, Mannschaftsmehrkampf: Silber 
Frauen, Boden: 14. Platz in der Qualifikation
Frauen, Pferdsprung: 14. Platz in der Qualifikation
Frauen, Stufenbarren: 54. Platz in der Qualifikation
- Jewgenija Kusnezowa
Frauen, Einzelmehrkampf: 90. Platz in der Qualifikation
Frauen, Mannschaftsmehrkampf: Silber 
Frauen, Pferdsprung: 93. Platz in der Qualifikation
Frauen, Schwebebalken: 14. Platz in der Qualifikation
Frauen, Stufenbarren: 18. Platz in der Qualifikation
- Oksana Ljapina
Frauen, Einzelmehrkampf: 92. Platz in der Qualifikation
Frauen, Mannschaftsmehrkampf: Silber 
Frauen, Boden: 21. Platz in der Qualifikation
Frauen, Pferdsprung: 95. Platz in der Qualifikation
Frauen, Schwebebalken: 34. Platz in der Qualifikation
- Jelena Groschewa
Frauen, Mannschaftsmehrkampf: Silber 
Frauen, Boden: 8. Platz in der Qualifikation
Frauen, Pferdsprung: 7. Platz
Frauen, Schwebebalken: 21. Platz in der Qualifikation
Frauen, Stufenbarren: 47. Platz in der Qualifikation

### Volleyball
- Männerteam
4. Platz
- Kader
Oleg Schatunow
Wadim Chamutzkich
Sergei Orlenko
Ruslan Olichwer
Alexei Kasakow
Dmitri Fomin
Sergei Tetjuchin
Pawel Schischkin
Konstantin Uschakow
Stanislaw Dineikin
Igor Schulepow
Waleri Gorjuschew
- Frauenteam
4. Platz
- Kader
Walentina Ogijenko
Natalja Morosowa
Marina Nikulina
Jelena Tjurina
Irina Iltschenko
Jelena Godina
Tatjana Menschowa
Jewgenija Artamonowa-Estes
Jelisaweta Tischtschenko
Julija Timonowa
Tatjana Gratschewa
Ljubow Sokolowa

### Wasserball
- Herrenteam
5. Platz
- Kader
Dmitri Apanassenko
Dmitri Dugin
Sergei Garbusow
Dmitri Gorschkow
Sergei Iwlew
Alexander Jeryschow
Wladimir Karabutow
Ilja Konstantinow
Nikolai Koslow
Nikolai Maximow
Alexei Panfili
Yury Smolovoy
Sergei Jewstignejew

### Wasserspringen
- Dmitri Sautin
Kunstspringen: 5. Platz
Turmspringen: Gold
- Waleri Stazenko
Kunstspringen: 9. Platz
- Wladimir Timoschinin
Turmspringen: 5. Platz
- Irina Laschko
Frauen, Kunstspringen: Silber
- Wera Iljina
Frauen, Kunstspringen: 7. Platz
- Olga Christoforowa
Frauen, Turmspringen: 8. Platz
- Swetlana Timoschinina
Frauen, Turmspringen: 20. Platz